# Maihueniopsis glomerata
Maihueniopsis glomerata är en kaktusväxtart som först beskrevs av Adrian Hardy Haworth, och fick sitt nu gällande namn av R. Kiesling. Maihueniopsis glomerata ingår i släktet Maihueniopsis och familjen kaktusväxter. Inga underarter finns listade i Catalogue of Life.

## Bildgalleri

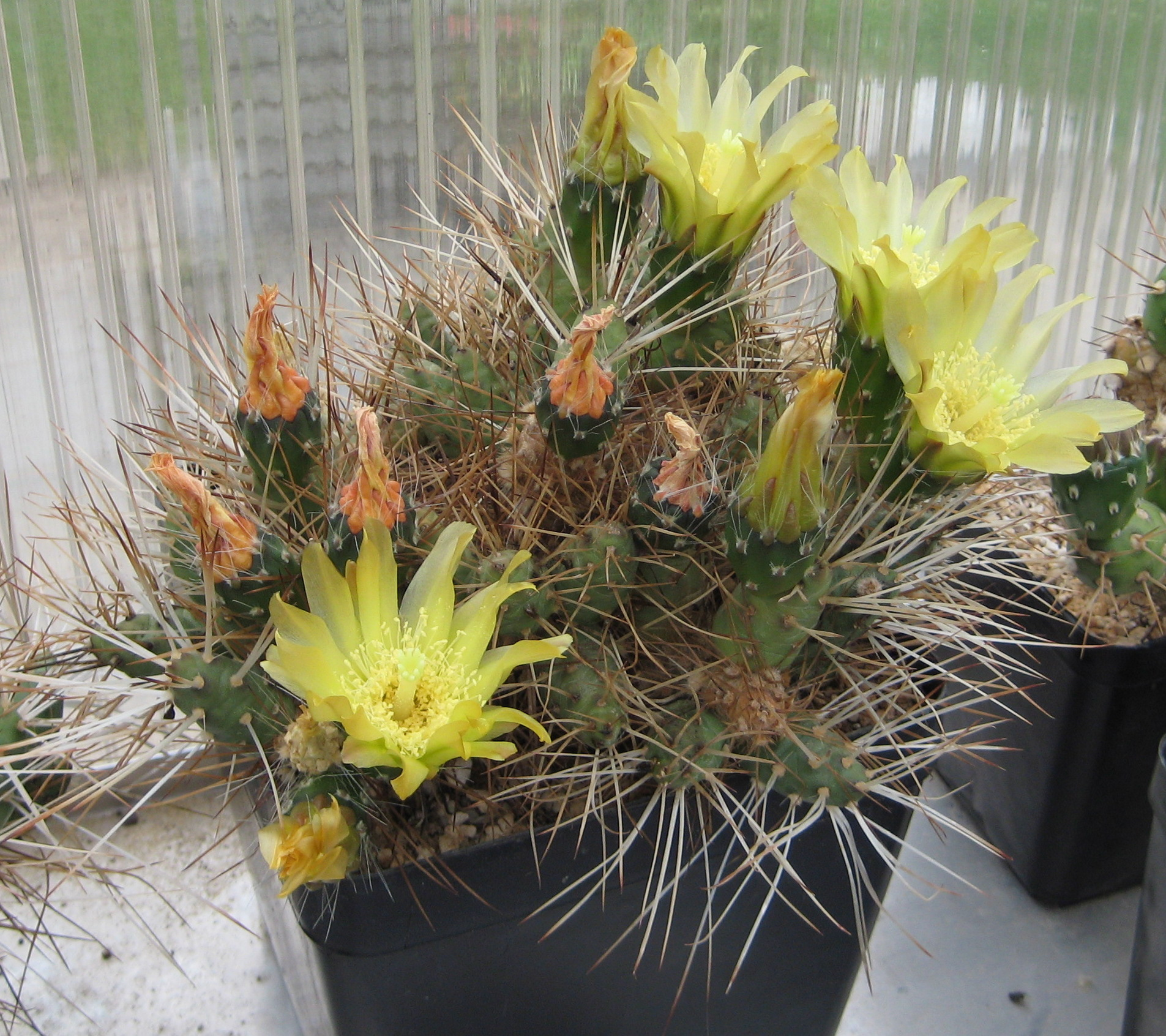
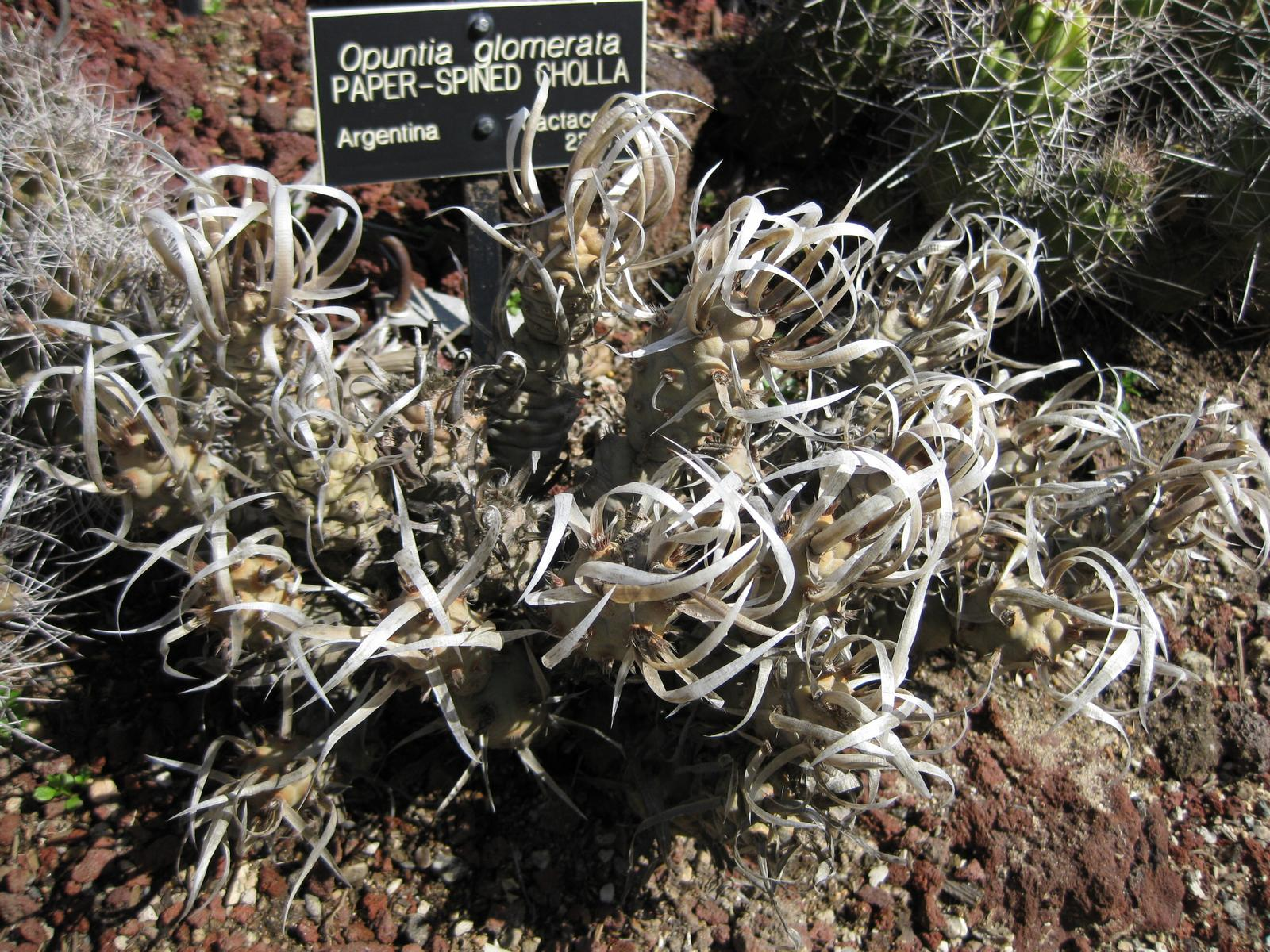